# M17 motorway (Irland)
Der M17 motorway (englisch für „Autobahn M17“, irisch Mótarbhealach M17) ist eine knapp 26 km lange, nicht mautpflichtige hochrangige Straßenverbindung in der Republik Irland, die den von Limerick kommenden M18 motorway über den M6 motorway hinaus nach Norden in Richtung Sligo verlängert. Diese Nord-Süd-Achse kreuzt als Teil des geplanten, in seinem weiteren Ausbau aber wegen der Rezession in Irland zurückgestellten Atlantic Corridor den M6-motorway bei der Anschlussstelle 18 (gemeinsame Nummer für alle drei betroffenen Motorways), die in Form eines im Niveau über der M4 liegenden großen Kreisverkehrs ausgebildet ist, der seinerseits nicht als Autobahn beschildert ist. Die Strecke ist seit dem 27. September 2017 als Autobahn ausgebaut und in Betrieb und ersetzt eine Teilstrecke der vielbefahrenen N17. Die Anschlussstelle 19 eröffnet einen verbesserten Zugang zur Stadt Roscommon (Ros Comain), während die Anschlussstelle 20 die Fahrt nach Norden von der und zur Stadt Sligo (Sligeach) vermittelt.